# Wachkorn
Als Wachkorn oder Wachtkorn wurde im Hochmittelalter eine spezielle Abgabe bezeichnet, die manche Bauern einer Region an den Besitzer der Burg zu entrichten hatte, die den Herrschaftsmittelpunkt der Gegend bildete.
Ursprünglich waren die Bauern verpflichtet gewesen, selbst auf der Burg Wachdienste zu leisten. Später wurde dieser Dienst in eine Naturalabgabe, das Wachkorn, umgewandelt. Diese Änderung war sowohl für die Bauern als auch für den Burgherrn von Vorteil. Diese mussten nicht mehr so oft auf die weit entfernte Burg kommen und konnten sich stattdessen um ihre Wirtschaft kümmern, jener konnte Soldknechte als Wächter beschäftigen und deren Leistungen zumindest teilweise mit dem Wachkorn abgelten.
Noch bis ins 16. Jahrhundert hinein mussten zum Beispiel einige Bauern aus der Umgebung von Bautzen Wachkorn an den Landvogt abliefern, der die Ortenburg, die einzige Festung der Oberlausitz in landesherrlichem Besitz, verwaltete. Nach und nach erlaubten die Landvögte den Bauern aber, sich von dieser Verpflichtung loszukaufen.